# Pakito
Pakito, egentligen Julien Ranouil, född 26 januari 1981 i Bergerac, är en fransk DJ och musikproducent.  Några av hans låtar som slagit stort internationellt är You Wanna Rock, Are you ready, Living On Video (cover av Trans-X:s låt) och Moving On Stereo.